# La Baronia de Rialb
La Baronia de Rialb este o localitate în Spania în comunitatea Catalonia în provincia Lleida. În 2009 avea o populație de 278 locuitori.